# Richard-Wagner-Denkmal (München)

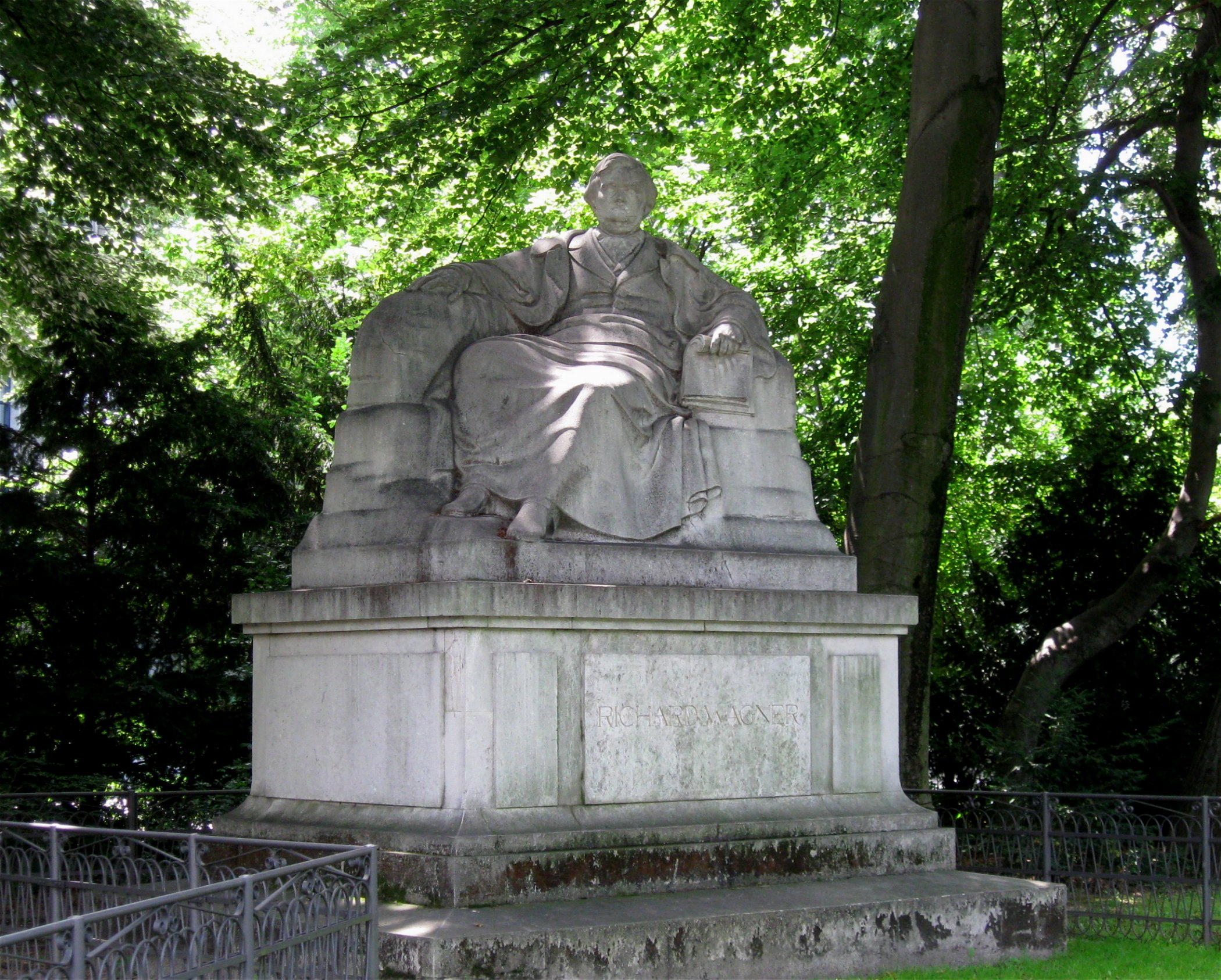
Denkmal für Richard Wagner (2009)

Das Richard-Wagner-Denkmal ist ein vom Bildhauer Heinrich Waderé geschaffenes monumentales Sitzdenkmal für den Komponisten Richard Wagner. Es steht in einer Grünanlage am Prinzregentenplatz im Münchner Stadtteil Bogenhausen zwischen dem Prinzregententheater und dem Prinzregentenstadion. Nach einer Auswahl aus verschiedenen Entwürfen kam derjenige zum Zuge, der Richard Wagner in ähnlicher Pose zeigt wie Goethe in seinem Porträt Goethe in der Campagna.

## Aufbau
Der Rohblock des Denkmals war aus Untersberger Marmor, hatte ein Volumen von 14 Kubikmetern und wog 600 Zentner. Der Transport gestaltete sich schwierig. Am Untersberg waren über dreißig Pferde nötig, um den Block zum Bahnhof zu bringen. Bearbeitet wurde der Marmor in einem provisorischen Atelier am Ostbahnhof. Nach Fertigstellung wog das Denkmal immer noch 450 Zentner. Zwei Tage und eine spezielle Straßenlokomotive der Firma Maffei waren notwendig, um die Figur an ihren Standort zu schaffen.

## Einweihung
Das Denkmal wurde am 21. Mai 1913, einen Tag vor dem 100. Geburtstag des Komponisten, enthüllt. Die Enthüllung fand in Anwesenheit des Initiators Ernst von Possart und des Prinzregenten Ludwig statt. Die von vielen Münchnern als Wiedergutmachung an Richard Wagner empfundene Denkmalseinweihung (er musste 1865 die Stadt fluchtartig verlassen) fand unter reger öffentlicher Anteilnahme statt. Wagners Frau Cosima und sein Sohn Siegfried lehnten die Teilnahme an der Veranstaltung aus persönlichen und wohl auch wirtschaftlichen Gründen (Konkurrenz der „Münchner Festspiele“ zu Bayreuth) ab.